# Philological Society
Філологічне товариство або ж Лондонське філологічне товариство, є найстарішим науковим товариством у Великобританії, яке займається вивченням мови, а також є зареєстрованою благодійною організацією .  Сьогоднішнє Товариство було утворено у 1842 році саме з метою  "дослідження та сприяння вивченню та знанням структури, спорідненості та історії мов ".  Товариство тричі на рік видає журнал «Правила філологічного товариства », а також монографічну серію .
Найперше Філологічне Товариство розташувалось  на лондонській площі Фіцрой і було засноване в 1792 році під патронатом Томаса Коллінгвуда з Сент-Едмунд Холу, Оксфорд .  Його публікація називалась The European Magazine і London Review . 
Філологічне Товариство є членом " Ради загального та прикладного мовознавства університету" . 

## Історія
Першу історію Товариства найбільше відзначила пропозиція в липні 1857 року створити сучасний словник англійської мови.  Ця пропозиція була опублікована Річардом Ченевіксом Тренчем, Гербертом Колріджем і Фредеріком Ферніваллом, членами Комітету "незареєстрованих слів ", а також стаття Тренча під назвою " Про деякі недоліки в наших англійських словниках " але,все ж таки змусила Товариство офіційно прийняти цю ідею.Ідея полягала у  створенні нового всеосяжного словника 7 січня 1858 р.  :107–8
У 1952 році у Лондоні у Товаристві відбувся сімдесятий конгрес Міжнародного конгресу лінгвістів .
Філологічне товариство є членом Ради загального та прикладного мовознавства університету. 

## Діяльності
Щорічно на початку навчального роек товариство проводить сім регулярних засідань; традиційно чотири відбуваються у Лондоні в Лондонському університеті SOAS, інші три в Кембриджі, Оксфорді та в іншому університеті за межами Південно-Східної Англії. Більшість зустрічей складаються з годинних академічних робіт, представлених одним або кількома вченими. Часом організовують конференції за круглим столом або дискусійні організації.  Кожні два роки спільно з Британською академією Товариство організовує лекцію Анни Морпурго Девіс, названу на честь свого минулого президента. 

## Призи та стипендії
Один раз на два роки Товариство виділяє премію Р. Х. Робінса за статтю на тему, яка входить до сфери інтересів Товариства; премія названа на честь колишнього президента Товариства .  Кожного року Товариство ще додатково присуджує обмежену кількість стипендій вартістю 5000 фунтів стерлінгів кожна студентам, які починають навчатися в аспірантурі з усіх галузей лінгвістики чи філології. 

## Управління
Це товариство є зареєстрованою благодійною організацією також компанією із обмеженою гарантією, її зареєстровано 2 січня 1879 року. Товариством керують довірені особи, до складу яких входять президент (президент обирається на період трьох років з можливістю бути ним на ще один рік в майбутньому), віце-президенти (призначаються довічно на річних загальних зборах). ; зазвичай колишні президенти), інші посадові особи та до двадцяти звичайних членів Ради, які обираються щорічно на щорічних загальних зборах. 
У лютому 2021 року посадовими особами Товариства є: 
1. Секретар:  Саймон Пуллейн
2. Казначей: Пітер Остін
3. Секретар публікацій (транзакцій): Лутц Мартен
4. Секретар публікацій (монографій): Мелані Грін
5. Секретар з приводу питань членства: Річард К. Ешдаун
6. Секретар студентських асоційованих членів : Джошуа Бут

## Список президентів
Наведений нижче список  був заснований на спорадичних заявах щодо членства в Раді Товариства, які були надруковані у « Працях філологічного товариства » відповідних років.

## Дивись також
- Оксфордський словник англійської мови
- філологія
- лінгвістика
- Праці філологічного товариства ім
- Оксфордський словник англійської мови
- Огляд англійських діалектів

## зовнішні посилання
- Офіційний сайт </img>
- Офіційний блог Філологічного товариства